# Diecéze Caltanissetta
Diecéze Caltanissetta (latinsky Dioecesis Calatanisiadensis) je římskokatolická diecéze na italské Sicílii, která tvoří součást Církevní oblasti Sicílie. Je sufragánní vůči arcidiecézi agrigentské.

## Stručná historie
JIž na sklonku 18. století chtěl král Ferdinand I. Neapolsko-Sicilský rozmnožit počet sicilských diecézí. Po naoleonských válkách byly založeny diecéze Caltagirone (1816), Piazza Armerina a Nicosia (1817). Když se v roce 1819 Caltanissetta stalo hlavním městem provincie, započal proces zřízení nové diecéze, který byl úspěšně zakončen až v roce 1844. Většina území nové diecéze byla vyčleněna z diecéze agrigentské.